# Elkhart (Teksas)
Elkhart – miasto w Stanach Zjednoczonych, w Hrabstwie Anderson, w stanie Teksas. Według spisu powszechnego z 2010 roku, populacja miasta wynosiła 1371 mieszkańców.